# Munster, Haut-Rhin
Munster là một xã trong tỉnh Haut-Rhin, thuộc vùng Grand Est của nước Pháp, có dân số là 4.884 người (thời điểm 1999).

## Thông tin nhân khẩu
| 1962  | 1968  | 1975  | 1982  | 1990  | 1999  |
| ----- | ----- | ----- | ----- | ----- | ----- |
| 4.811 | 4.888 | 4.932 | 4.661 | 4.657 | 4.884 |

## Thành phố kết nghĩa
- Romanèche-Thorins, Pháp
- Ihringen, Đức